# Pedro Espinha
Pedro Espinha (* 25. September 1965 in Mafra) ist ein ehemaliger portugiesischer Fußballspieler. Der Torwart war zwischen 1984 und 2003 für verschiedene portugiesische Vereine sowie von 1998 bis 2000 in der Nationalmannschaft Portugals aktiv.

## Karriere

### Verein
Espinhas Karriere begann 1984 beim unterklassigen Verein CD Cova da Piedade und anschließend 1985 bei SCU Torreense. Ein Jahr darauf wechselte er zum ältesten Sportverein Portugals, zu Académica Coimbra. Dort hatte er in der Spielzeit 1986/87 seinen ersten Einsatz im Männerbereich. Doch auch dort hielt es nicht lange und er schloss sich im Sommer 1987 Sacavenense an. Zwei Jahre hielt er dem Verein die Treue, ehe er zum Zweitligisten Belenenses wechselte. Beim Hauptstadtklub erarbeitete er sich den Stammplatz zwischen den Pfosten. Für die Törtchen spielte er bis 1994. Beim SC Salgueiros, wo er von 1994 bis 1997 die Farben des Vereins präsentierte, war er auf Anhieb erste Wahl. Zur Spielzeit 1997/98 erfolgte ein weiterer Wechsel innerhalb Portugals. Neuer Arbeitgeber Espinhas wurde Vitória Guimarães. Dort zeigte er wieder gute Leistungen und lockte das Interesse des FC Porto auf sich, die ihn 2000 verpflichteten. In Porto sollte er mit Platzhirsch und Nationalmannschaftskollege Vítor Baía konkurrieren. Allerdings brachte er es in zwei Jahren auf nur einen Einsatz. Enttäuscht kehrte er den Drachen den Rücken und schloss sich für eine letzte Profisaison Vitória Setúbal an.

### Nationalmannschaft
Durch gute Leistungen in der Liga kam er 1998 zu seinem Debüt in der portugiesischen Nationalmannschaft gegen Israel. Im Jahre 2000 wurde er von Nationaltrainer Humberto Coelho in den Kader der Europameisterschaft berufen. Im letzten und unbedeutenden Vorrundenspiel gegen Deutschland kam er zu seinem einzigen Einsatz im Turnier. Kurz vor Abpfiff der Partie wurde er gegen Quim ausgewechselt. Das Spiel endete 3:0 für Portugal.

## Privates
Sein Sohn Miguel Espinha Ferreira ist portugiesischer Handballnationaltorwart.